# The Conqueror (film 1916)
The Conqueror è un film muto del 1916 diretto da Reginald Barker sotto la supervisione di Thomas H. Ince.

## Produzione
Il film fu prodotto dalla Kay-Bee Pictures e dalla New York Motion Picture.

## Distribuzione
Il copyright del film, richiesto dalla Triangle Film Corp., fu registrato il 23 gennaio 1916 con il numero LP10729. Lo stesso giorno, il film uscì nelle sale cinematografiche degli Stati Uniti distribuito dalla Triangle Distributing.